# James Bouknight
James David Bouknight (Brooklyn, 18 settembre 2000) è un cestista statunitense, professionista nella NBA.

## Carriera
Dopo aver trascorso due stagioni con gli UConn Huskies, nel 2021 si dichiara eleggibile per il Draft NBA, venendo chiamato con l'undicesima scelta assoluta dagli Charlotte Hornets.

## Statistiche

### NCAA
| Anno      | Squadra       | PG | PT | MP   | TC%  | 3P%  | TL%  | RP  | AP  | PRP | SP  | PP   |
| --------- | ------------- | -- | -- | ---- | ---- | ---- | ---- | --- | --- | --- | --- | ---- |
| 2019-2020 | UConn Huskies | 28 | 16 | 25,9 | 46,2 | 34,7 | 82,2 | 4,1 | 1,3 | 0,8 | 0,2 | 13,0 |
| 2020-2021 | UConn Huskies | 15 | 14 | 31,7 | 44,7 | 29,3 | 77,8 | 5,7 | 1,8 | 1,1 | 0,3 | 18,7 |
| Carriera  | Carriera      | 43 | 30 | 27,9 | 45,6 | 32,0 | 80,2 | 4,7 | 1,5 | 0,9 | 0,2 | 15,0 |

#### Massimi in carriera
- Massimo di punti: 40 vs Creighton (20 dicembre 2020)[3]
- Massimo di rimbalzi: 10 (3 volte)
- Massimo di assist: 5 vs DePaul (11 marzo 2021)
- Massimo di palle rubate: 3 (2 volte)
- Massimo di stoppate: 1 (10 volte)
- Massimo di minuti giocati: 41 (2 volte)

### NBA

#### Regular Season
| Anno      | Squadra           | PG | PT | MP   | TC%  | 3P%  | TL%  | RP  | AP  | PRP | SP  | PP  |
| --------- | ----------------- | -- | -- | ---- | ---- | ---- | ---- | --- | --- | --- | --- | --- |
| 2021-2022 | Charlotte Hornets | 31 | 0  | 9,8  | 34,8 | 34,7 | 87,1 | 1,7 | 0,8 | 0,2 | 0,0 | 4,6 |
| 2022-2023 | Charlotte Hornets | 34 | 0  | 15,1 | 35,8 | 30,3 | 66,7 | 2,1 | 1,2 | 0,4 | 0,1 | 5,6 |
| 2023-2024 | Charlotte Hornets | 14 | 0  | 5,8  | 43,9 | 43,3 | 50,0 | 0,6 | 0,4 | 0,1 | 0,1 | 3,6 |
| Carriera  | Carriera          | 79 | 0  | 11,4 | 36,3 | 33,5 | 76,2 | 1,7 | 0,9 | 0,3 | 0,1 | 4,8 |

#### Massimi in carriera
- Massimo di punti: 24 vs Sacramento Kings (10 dicembre 2021)[4]
- Massimo di rimbalzi: 6 (5 volte)
- Massimo di assist: 5 (3 volte)
- Massimo di palle rubate: 2 (3 volte)
- Massimo di stoppate: 2 vs Brooklyn Nets (5 novembre 2022)
- Massimo di minuti giocati: 31 vs Chicago Bulls (31 marzo 2023)

### G League
| Anno      | Squadra        | PG | PT | MP   | TC%  | 3P%  | TL%  | RP  | AP  | PRP | SP  | PP   |
| --------- | -------------- | -- | -- | ---- | ---- | ---- | ---- | --- | --- | --- | --- | ---- |
| 2021-2022 | Greens. Swarm  | 12 | 12 | 34,0 | 45,6 | 30,0 | 84,1 | 6,2 | 4,5 | 1,8 | 0,8 | 23,0 |
| 2022-2023 | Greens. Swarm  | 24 | 19 | 24,9 | 45,5 | 43,4 | 73,9 | 5,2 | 2,5 | 0,7 | 0,4 | 17,6 |
| 2024-2025 | Rip City Remix | 39 | 19 | 27,3 | 43,8 | 31,3 | 64,9 | 5,8 | 4,8 | 1,2 | 0,9 | 14,0 |
| Carriera  | Carriera       | 75 | 31 | 27,6 | 44,7 | 35,6 | 72,5 | 5,7 | 4,1 | 1,1 | 0,8 | 16,6 |